# Maria (dochter van Stilicho)

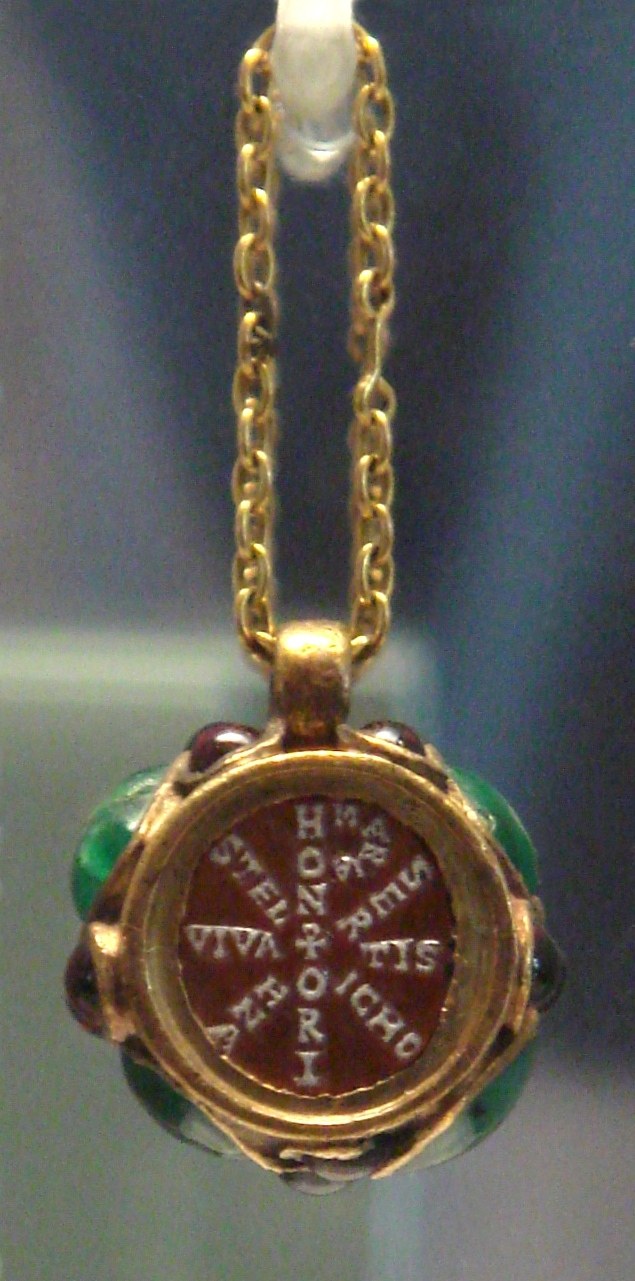
Hanger met daarop vermeld : Honorius (verticaal), vivatis (horizontaal), Stilicho (diagonaal), Serhna (diagonaal) en Maria in de rechterbovenhoek

Maria (fl. ca. 398-407) was de oudste dochter van magister militum Flavius Stilicho en Serena en de eerste vrouw van keizer Honorius.

## Theodosiaanse dynastie
In 384 huwde keizer Theodosius I (379-395) zijn nicht Serena uit aan zijn raadsman Stilicho. Het koppel kreeg drie kinderen, een zoon Eucherius en twee dochters, Maria en Thermantia. Na de dood van Theodosius verplichtte Stilicho, zijn zoon Honorius, de nieuwe keizer, te trouwen met zijn dochter Maria. Beiden waren veertien jaar oud. Het gedwongen huwelijk bleef kinderloos.
Na haar dood trouwde Honorius met haar zus Thermantia.